# Fermacapo
I fermacapo (detti anche cunei per la loro forma) sono dei presidi di forma trapezoidale in dotazione ai mezzi di soccorso sanitario. 
Essi vengono usati unitamente alla tavola spinale o alla barella cucchiaio, al fine di immobilizzare il capo di un paziente traumatizzato.
Nella parte inferiore è solitamente presente un velcro, che viene applicato nell'apposito alloggio situato sulla tavola spinale; nella parte laterale invece si può notare un foro, il quale deve corrispondere alle orecchie del paziente, al fine di monitorarle anche in caso di otorragia.
Nell'immagine si possono notare due "strisce" che uniscono i fermacapo. Tali strisce, applicabili con velcro e chiamate mentoniere, servono ad immobilizzare ulteriormente il capo del paziente e vanno poste una sul mento e l'altra sulla fronte.
L'utilizzo del fermacapo senza mentoniere è di scarsa efficacia nell'immobilizzazione del traumatizzato.